# Mijaíl Budiko
Mijaíl Ivanovich Budyko (del ruso: Михаил Иванович Будыко) (20 de enero de 1920 – 10 de diciembre de 2001) fue un climatólogo ruso, y uno de los fundadores de la climatología física. Fue pionero en estudios del clima global, calculando temperaturas de la Tierra tomando en consideración de modelos físicos simples del equilibrio, donde la radiación entrante solar absorbida por el Sistema terráqueo es balanceada por la energía reirradiada al espacio como energía térmica.
En 1942, Budyko obtuvo su M.Sc., por la División de Física del Instituto Politécnico de Leningrado. Fue investigador en el Observatorio Geofísico de Leningrado, y recibió su doctorado en ciencias físicas y matemáticas en 1951. Budyko fue director adjnto del Observatorio Geofísico hasta 1954, y su director hasta 1972, y de 1972 a 1975 Jefe de la División de Climatología Física en ese observatorio. Y en ese último año, fue elegido director de la División de Estudios de Cambio Climático, en el Instituto Estatal de Hidrología, en San Petersburgo.
Su innovador libro Heat Balance of the Earth's Surface, publicado en 1956, transformó a la climatología de una ciencia física cualitativa hacia lo cuantitativo. Sus nuevos métodos de física basados en el equilibrio de calor fueron rápidamente adoptadas por los climatólogos de todo el mundo. En 1963, Budyko dirigió la compilación de un atlas ilustrando los componentes del balance de calor de la Tierra.

## Algunas publicaciones
- mikhail i. Budyko. Profiles of the 1998 Blue Planet Prize Recipients. The Asahi Glass Foundation. 2001 [citado 23 de mayo de 2002].

- --------------------------. "Global Climate Warming and its Consequence." Blue Planet Prize 1998 Commemorative Lectures . Ecology Symphony. 30 de octubre de 1998 [citado 23 de mayo de 2002]  1998

- --------------------------, y.a. Izrael, eds. Anthropogenic Climatic Change. Tucson: University of Arizona Press, 485 pp. 1991

- --------------------------, g.s. Golitsyn, y.a. Izrael. Global Climatic Catastrophes. New York: Springer-Verlag, 99 pp. 1988

- --------------------------, a.b. Ronov, a.l. Yanshin. History of the Earth's Atmosphere. New York: Springer-Verlag, 139 pp. 1987

- --------------------------. The evolution of the biosphere. Volumen 9 de Atmospheric sciences library. Geophysics and Astrophysics Monographs. Edición ilustrada de D. Reidel Pub. Co. ISBN 9027721408, 423 pp. 1986

- --------------------------. Climate of the past and future. Volúmenes 81-52194 de Translated texts for historians. Editor Amerind Publishing Co. Pvt. Ltd. 516 pp. 1984

- --------------------------. Heat balance of the earth. Volumen 75826 de NASA TM, United States National Aeronautics and Space Administration. Editor NASA, 104 pp. 1980a

- --------------------------. Global Ecology. Progress Publisher Moscow, 1980b

- --------------------------. Climatic changes. Edición ilustrada de American Geophysical Union, 261 pp. ISBN 0875902065 en línea (enlace roto disponible en Internet Archive; véase el historial, la primera versión y la última). 1977

- --------------------------. Izmenenie klimata. Editor Gidrometeoizdat, 280 pp. 1974

- --------------------------. Polar ice as a factor in climate formation. Volumen 53987 de JPRS (United States. Joint Publications Research Service). Editor Joint Publications Research Service, 62 pp. 1971

- --------------------------. Voeikov Main Geophysical Observatory, 1917-1967 (Glavnaya geofizicheskaya observatoriya imeni). Volumen 218 de Ses Trudy. 362 pp. 1970

- --------------------------. Glavnaya Geofizicheskaya Observatoriya imeni A.I. Voeikova za 50 let Sovetskou vlasti. Editor Gidrometeorologicheskoe, 324 pp. 1967

- --------------------------. Guide to the atlas of the heat balance of the earth: (atlas teplovogo balansa zemnogo shara). Editor U.S. Dept. of Commerce, Weather Bureau, 50 pp. 1964

- --------------------------. Evaporation under natural conditions. Editor Israel Program for Scientific Translations [disponible Office of Technical Services, U.S. Dept. of Commerce, Washington], 130 pp. 1963

- --------------------------. Atlas of heat balance: translation of text accompanying the maps. N.º 19 de Publication in meteorology, McGill University Arctic Meteorology Research Group. Tradujo Moira Dunbar. Editor McGill University, 29 pp. 1960

- --------------------------. The heat balance of the earth's surface. Volumen 35. Editor	U.S. Dept. of Commerce, Weather Bureau, 259 pp. 1958

- --------------------------. Determination of the integral coefficient of Eddy diffusion. N.º 26 de Translation (Canadá. Defence research Board). Con L. I. Zubenok, O. A. Strokina. Editor Directorate of Scientific Intelligence, 1957

## Honores
- 1998: premio Blue-Planet, de la Asahi Glass Foundation (Japón)
- 1994: medalla Prof. R. Horton, de la American Geographical Union
- 1989: premio Alexander Pavlovich Vinogradov, de la Academia de Wissenschaften de la URSS (Lleva el nombre del geoquímico ruso Vinogradov)
- 1987: medalla de oro de la World Meteorological Organization

## Biografías
- Испарение в естественных условиях, Л., 1948
- Атлас теплового баланса, Л., 1955 (ред.)
- Тепловой баланс земной поверхности, Л., 1956
- Andronova, Natalia G. Budyko, Mikhail Ivanovich. In Encyclopedia of Global Environmental Change, edited by Ted Munn, vol. 1. New York: Wiley, 2002